# Wargnies-le-Grand
Wargnies-le-Grand ist eine französische Gemeinde im Département Nord in der Region Hauts-de-France. Sie gehört zum Arrondissement Avesnes-sur-Helpe und zum Kanton Aulnoye-Aymeries.

## Geographie
Die Gemeinde Wargnies-le-Grand liegt im Regionalen Naturpark Avesnois, drei Kilometer südwestlich der Grenze zu Belgien und neun Kilometer südöstlich von Valenciennes. Sie grenzt im Norden an Eth, im Nordosten an Bry, im Osten und Südosten an Wargnies-le-Petit, im Südwesten und Westen an Jenlain und im Nordwesten an Sebourg. Das Gemeindegebiet wird vom Fluss Aunelle durchquert.
Die Route nationale 49 führt über Wargnies-le-Grand.

## Bevölkerungsentwicklung
| Jahr                       | 1962 | 1968 | 1975 | 1982 | 1990 | 1999 | 2006 | 2013 | 2021 |
| Einwohner                  | 794  | 782  | 782  | 1000 | 1018 | 1048 | 1051 | 1057 | 1101 |
| Quellen: Cassini und INSEE |      |      |      |      |      |      |      |      |      |

## Sehenswürdigkeiten

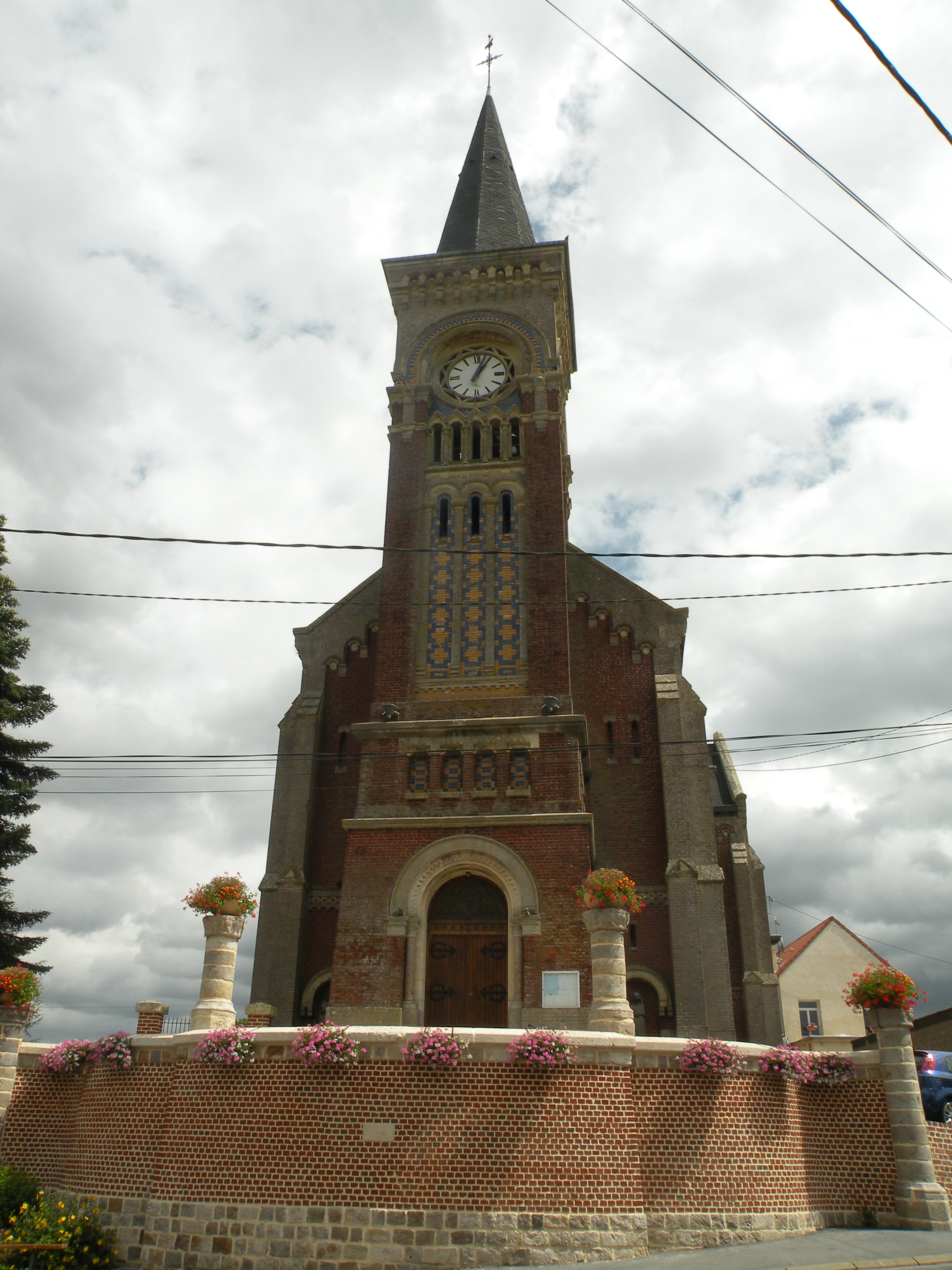
Kirche Saint-Amand
- Kapelle Sainte-Marie
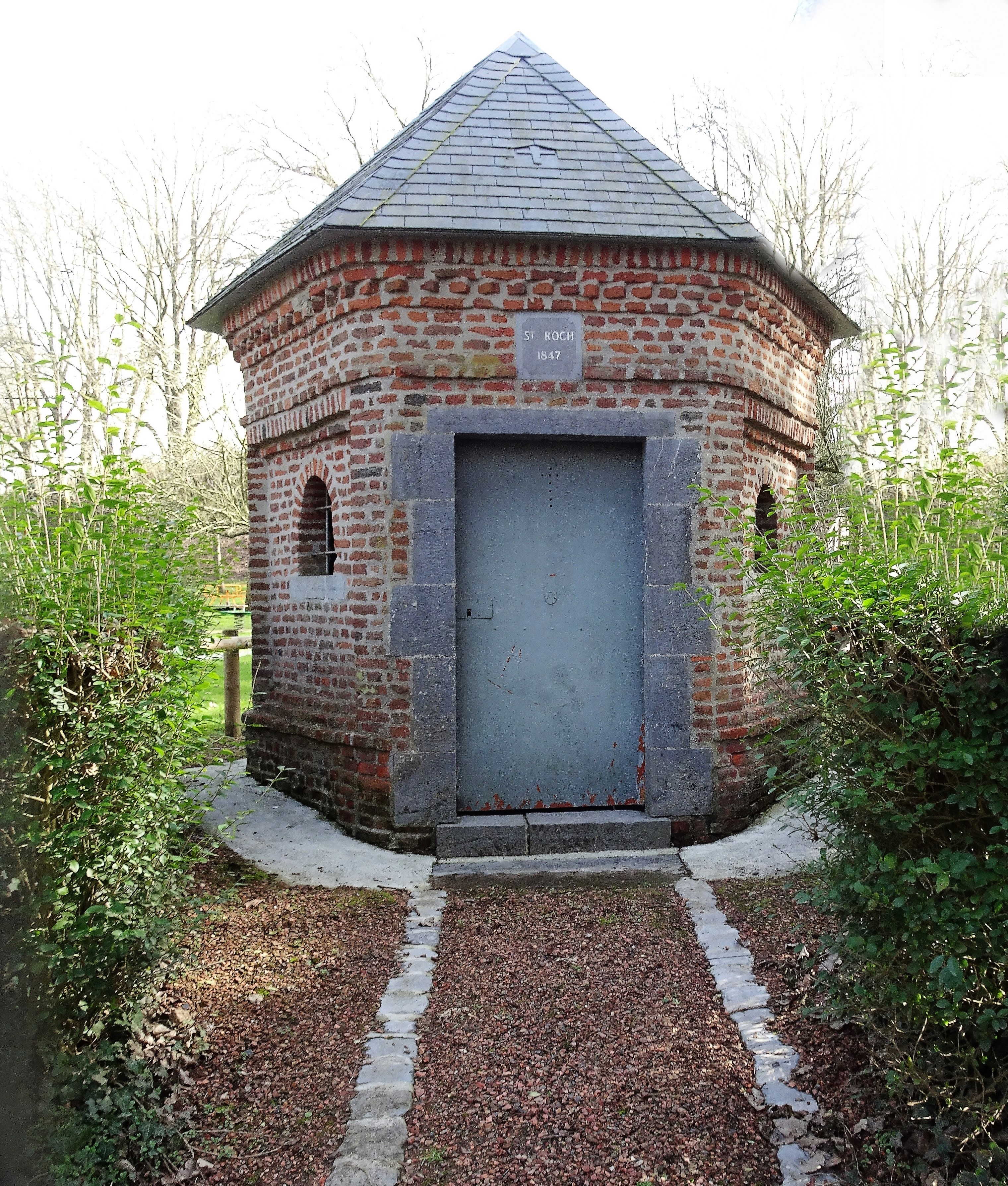
Kapelle Saint-Roch
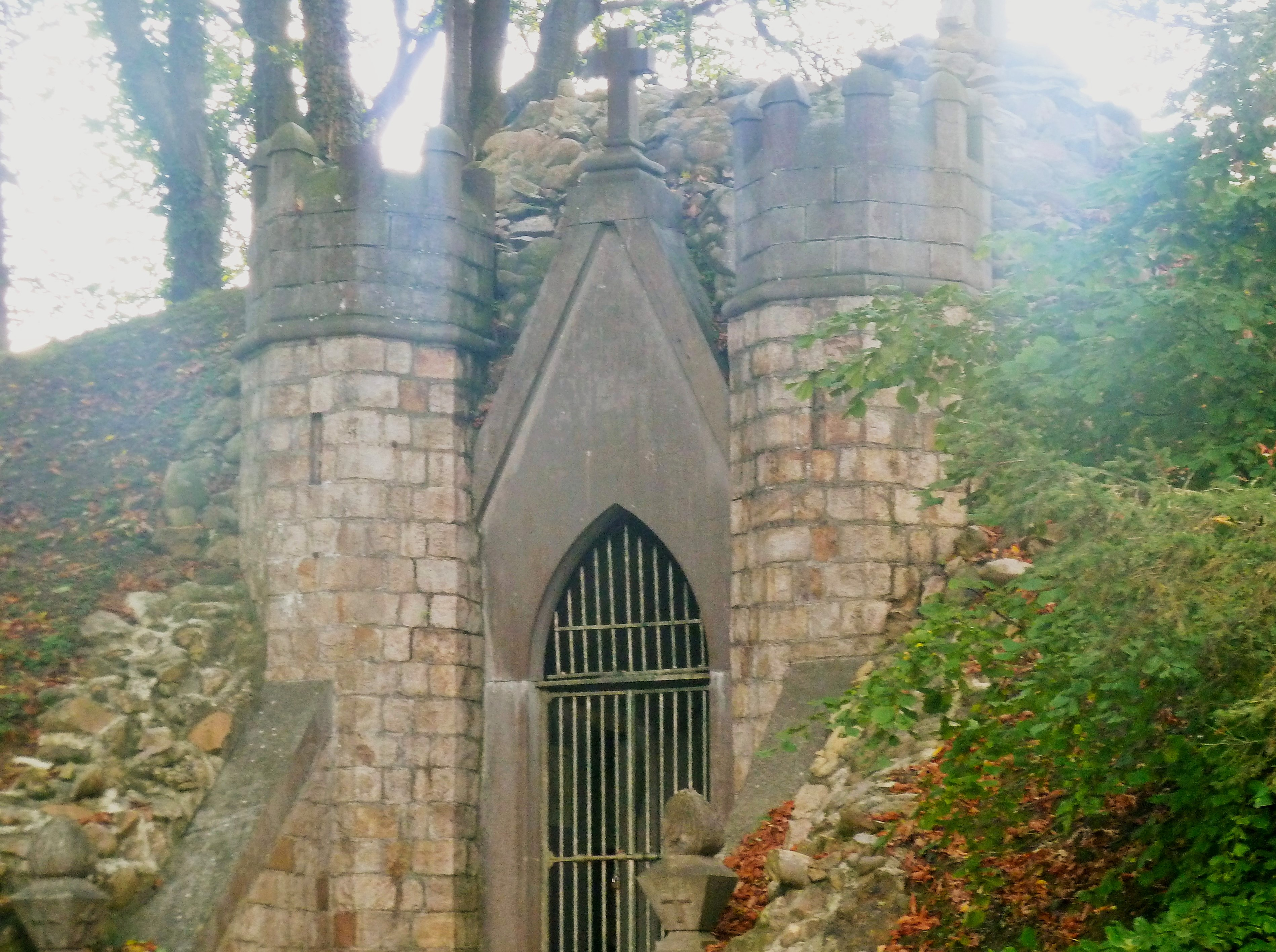
„Mausolée du Philanthrope“
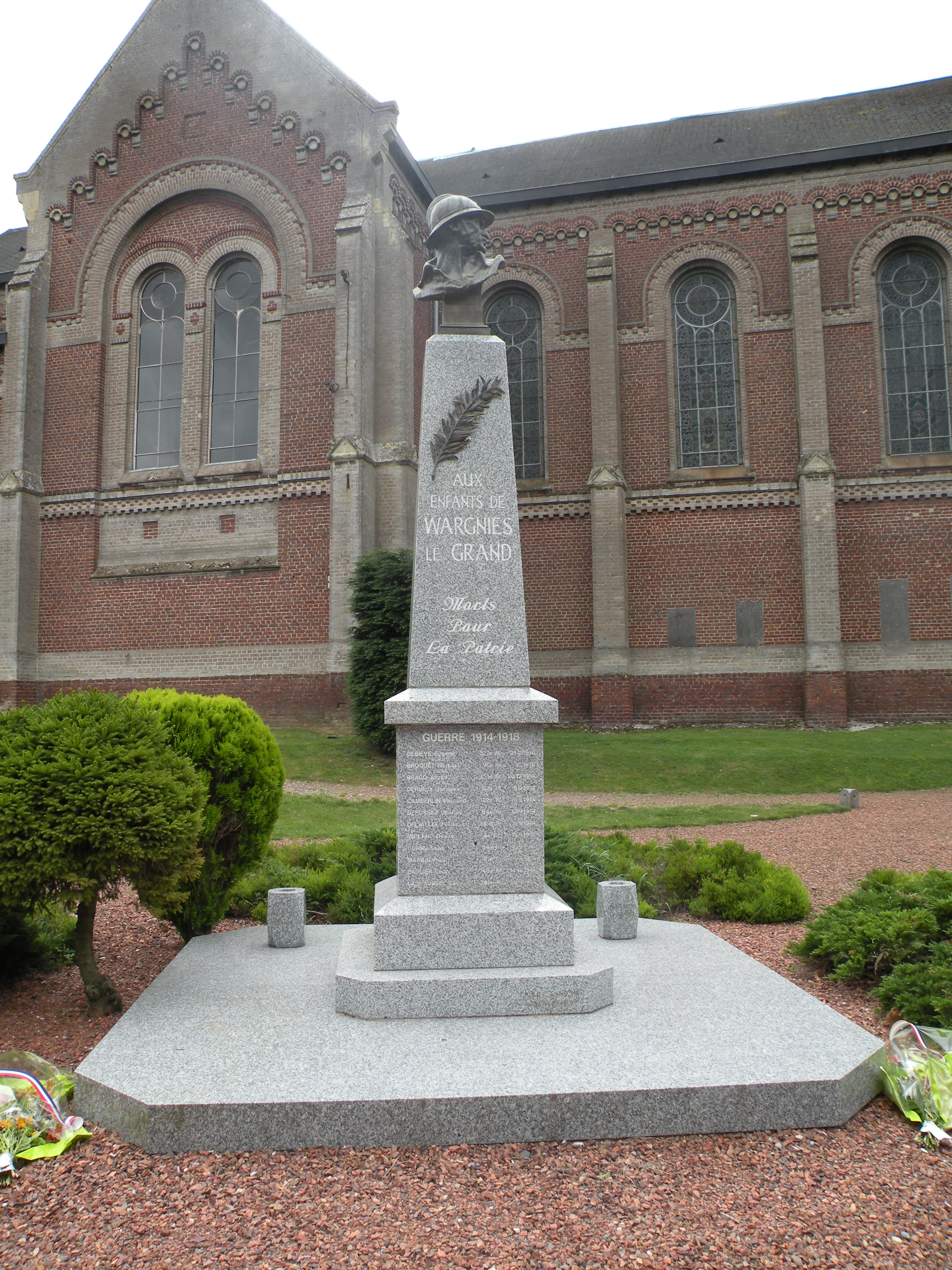
Gefallenendenkmal

- Militärfriedhof

- Kirche Saint-Amand
- Kapelle Saint-Roch
- Mausolée du Pilanthrope
- Gefallenendenkmal

## Persönlichkeiten
- Pierre Clause (1902–1986), Autorennfahrer